# Xgħajra
Xgħajra (officiële naam Ix-Xgħajra, uitspraak: sjajra) is een kleine plaats en gemeente op Malta met 1234 inwoners (november 2005). De plaatsnaam wordt in het Maltees uitgesproken als sjaira.
Xgħajra is gelegen aan de noordoostelijke kust van het eiland, ongeveer halverwege Valletta en Marsaskala.
De jaarlijkse festa van deze plaats wordt gehouden op de eerste zondag na 8 september. Men viert dit dorpsfeest ter ere van Maria.